# (3921) Klementʹev
(3921) Klementʹev est un astéroïde de la ceinture principale.

## Description
(3921) Klementʹev est un astéroïde de la ceinture principale. Il fut découvert le 19 juillet 1971 à Naoutchnyï par Bella Bournacheva. Il présente une orbite caractérisée par un demi-grand axe de 2,65 UA, une excentricité de 0,29 et une inclinaison de 12,1° par rapport à l'écliptique.

## Compléments